# 呉昌碩
呉 昌碩（ご しょうせき 、1844年9月12日 - 1927年11月29日）は、中国清朝末期から近代にかけて活躍した画家・書家・篆刻家。清代最後の文人といわれ、詩・書・画・篆刻ともに精通し、「四絶」と称賛され、中国近代でもっとも優れた芸術家と評価が高い。
もとの名は俊（しゅん）、のちに俊卿（しゅんけい）、字をはじめ香圃。1912年（民国元年）、69歳から昌碩とする。別字に蒼石・倉石・倉碩。号に缶廬・苦鉄・破荷・大聾・老蒼・石尊者・石人子・石敢当・破荷亭長・蕪青亭長・五湖印丐など。

## 生涯

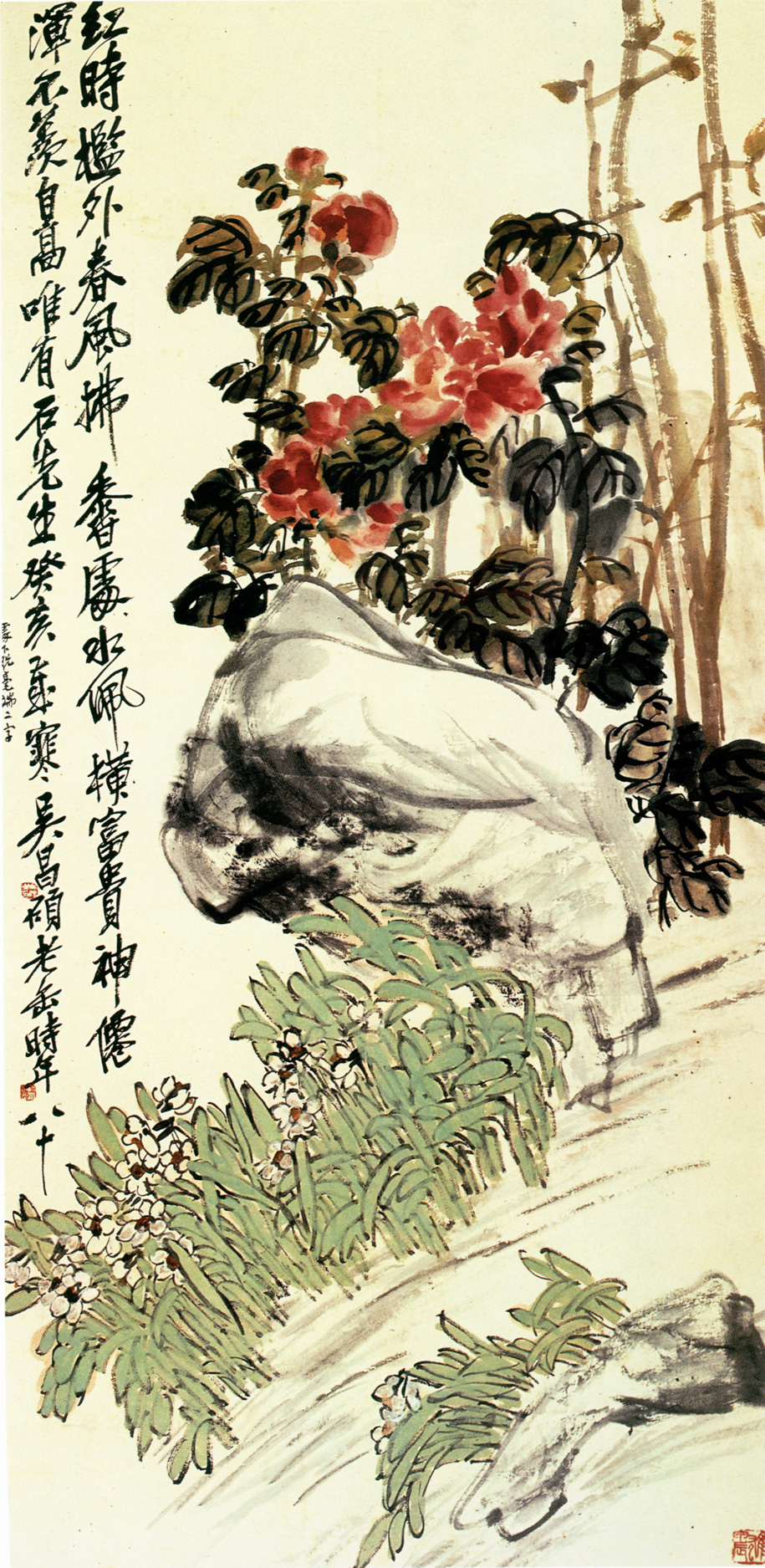
『牡丹水仙図』 呉昌碩筆

曾祖父・祖父・伯父・父のみなが郷試に及第して挙人となるエリート家系だった。父の呉辛甲は私塾教師であった。幼少の頃、父に篆刻を学んだが家計が苦しいために印材を調達できず、レンガに釘で文字を彫るなどした。このころからその才能の片鱗を示していたという。生まれる4年前にはアヘン戦争が勃発し、清朝が斜陽を迎えつつあった時代であったが16歳までは安定した生活を送り、塾に通い古文や篆刻を学ぶ。17歳のとき、太平天国の乱が起き、戦火を逃れるため避難生活を余儀なくされ、湖北省や安徽省などを5年間彷徨った。この間に弟と妹が相次いで餓死。また昌碩の母の面倒を看るために故郷に残っていた許嫁の章夫人をも失うという悲劇を体験。
しばらく学問に励み、22歳で清朝官僚を経験するが、25歳になると幕客（高級官僚の私設秘書）となり各地に仕え放浪する。兪樾に就いて訓詁学や修辞学を学ぶ。29歳のとき、杭州や蘇州・上海などに遊学。蘇州では師友の楊峴に就いて書の研鑽に励んだ。その他に呉山（痩緑）に篆隷篆刻の法を学び、施浴升（旭臣）に詩法を受け、施補華（均甫）・譚献（仲修）らに詩作の啓発を受けている。また収蔵家として有名な呉雲・呉大澂・潘祖蔭・沈汝瑾との交流により鑑賞眼を高めている。
施氏と結婚後、上海にて棲み、書や篆刻を売って生計を立てたが生活は苦しかった。1894年に日清戦争が始まるとわずかな期間江蘇省安東県の知県（知事）を務めるもわずか一カ月で致仕する。その後、50歳を過ぎて著名な芸術家の任伯年から本格的に画を学ぶ。この頃、上海の富裕層が呉昌碩の文人画を好んで買うようになり画名が高まった。やがて書や篆刻も高値で取引されるようになる。晩年には張熊・蒲華・胡遠（公寿）・康有為などとも交わった。
1903年、丁仁・王禔・葉銘・呉隠らと西湖湖畔に西泠印社を設立し初代社長となる。以降、上海を中心に活躍。
1927年、中風が悪化し病没。享年84。

## 作風と業績

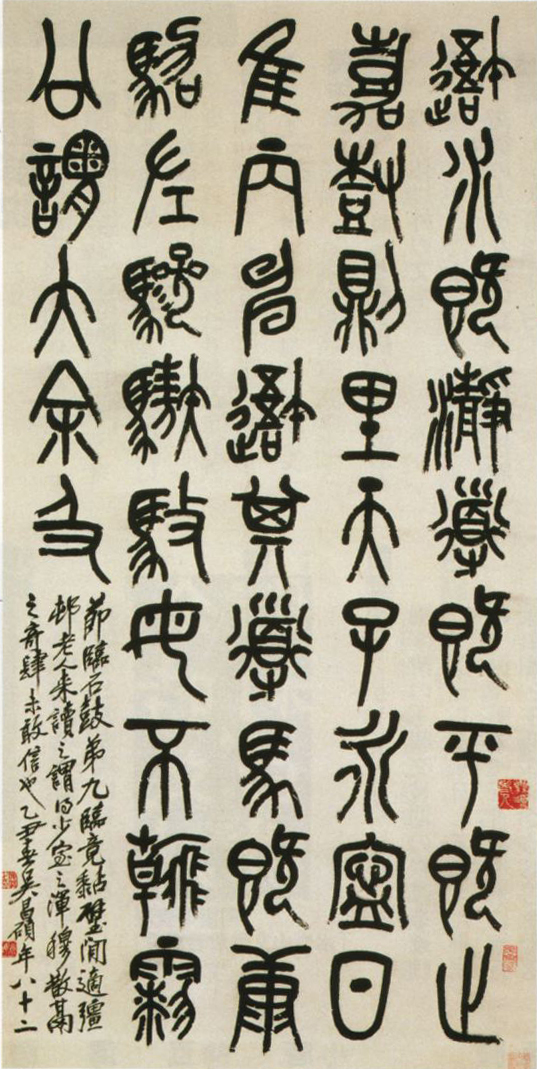
呉昌碩　臨石鼓文　1926年

呉昌碩は特に篆刻の評価が高く、はじめ浙派に学び、ついで鄧派の影響を受け、さらに石鼓文などの研究を通して独自の刻風を生み出した。辛亥革命以降人気が急激にあがり日本でも日下部鳴鶴・犬養毅などが自用印を注文している。篆刻家の河井荃廬は彼を敬慕してついに西泠印社に入社した。
画は明の徐渭や清初の八大山人・石濤らから多くを吸収し、気品の有る個性的な画風を確立。揚州八怪や趙之謙らも参考としている。梅・藤・菊・牡丹などの花卉画を得意とした。
書は周代の石鼓文に基づき篆書に新様式を確立した。画上の書・跋文・硯銘などには行草書も多い。
詩・書・画・篆刻ともに精通し、「四絶」と称賛され、中国近代でもっとも優れた芸術家となった。斉白石は彼の芸術に心服している。
また西泠印社では金石学を研究する一方、文物の収集や保存、出版事業など中国の文化芸術の称揚に大きく貢献した。

## 代表作

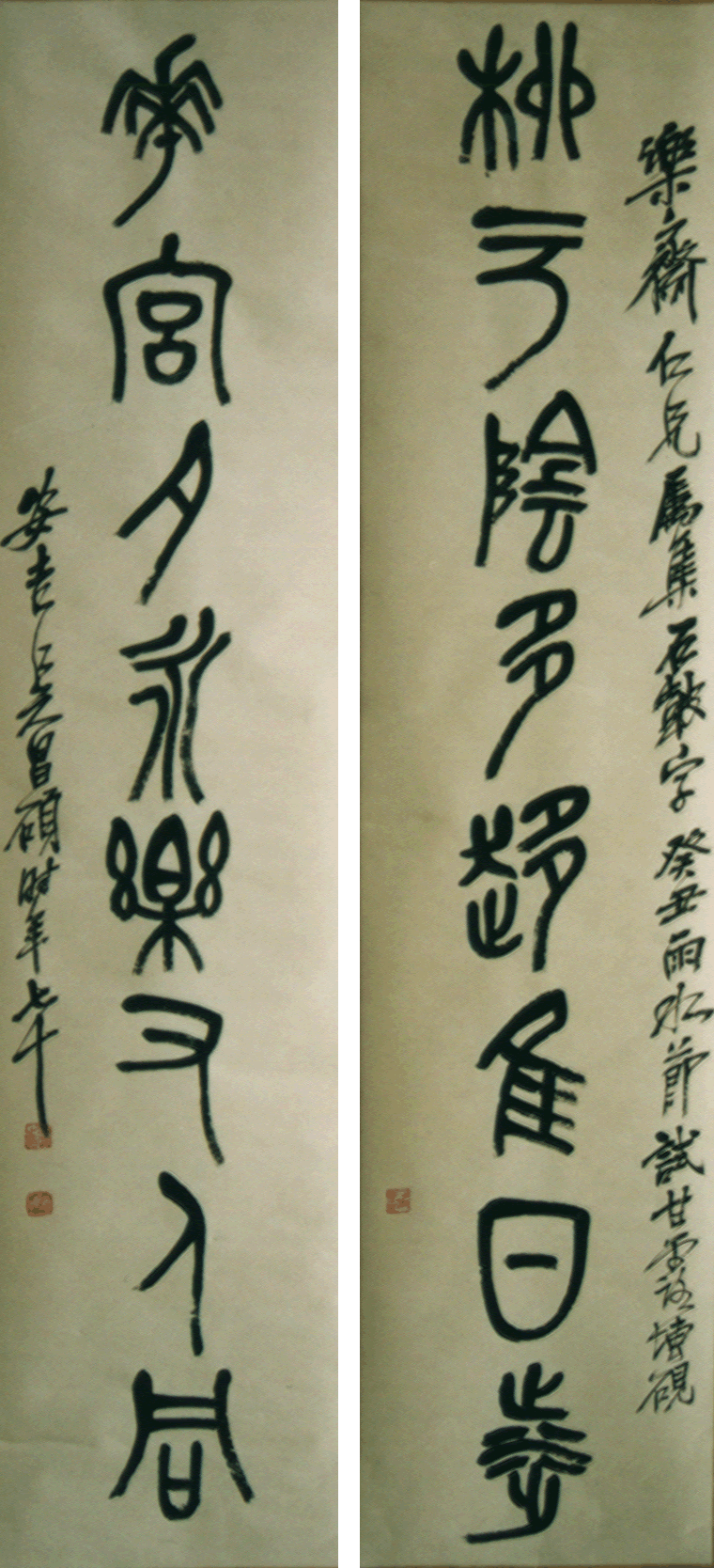
対聯
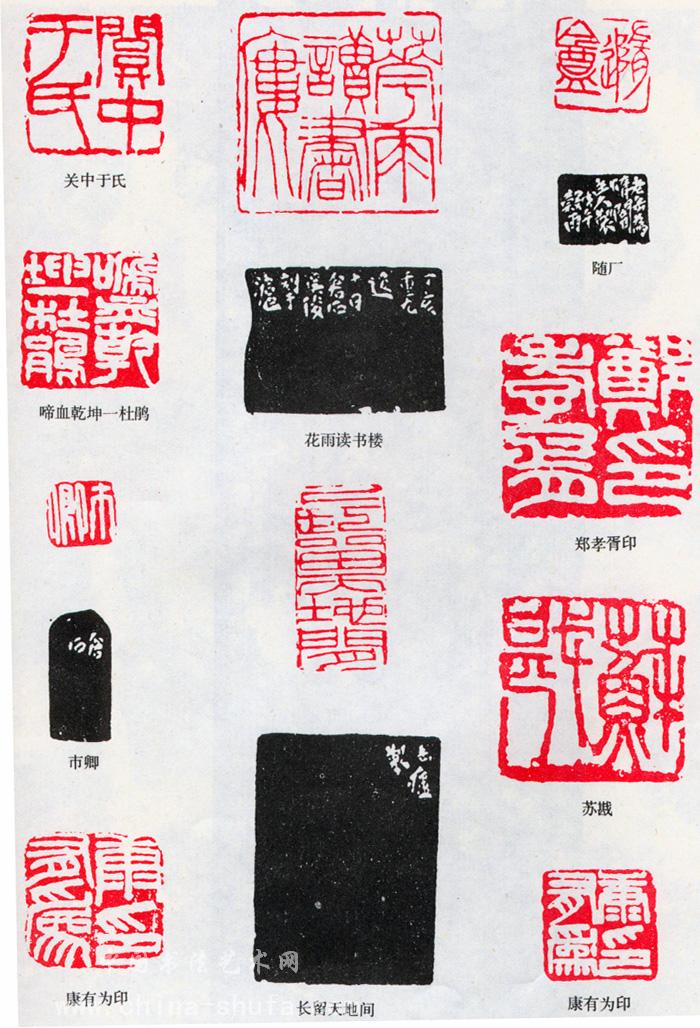
篆刻
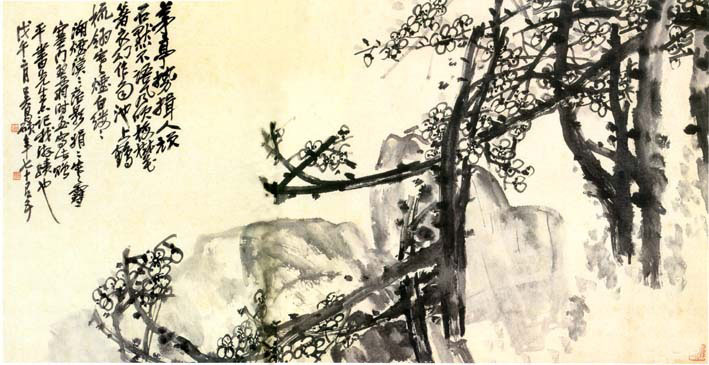
墨梅図
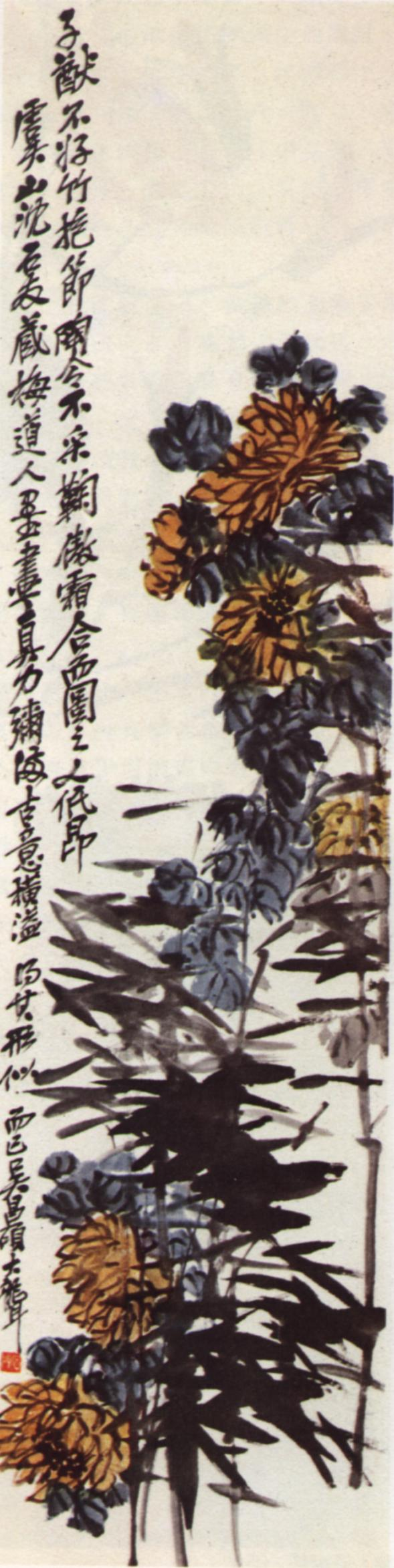
菊竹図
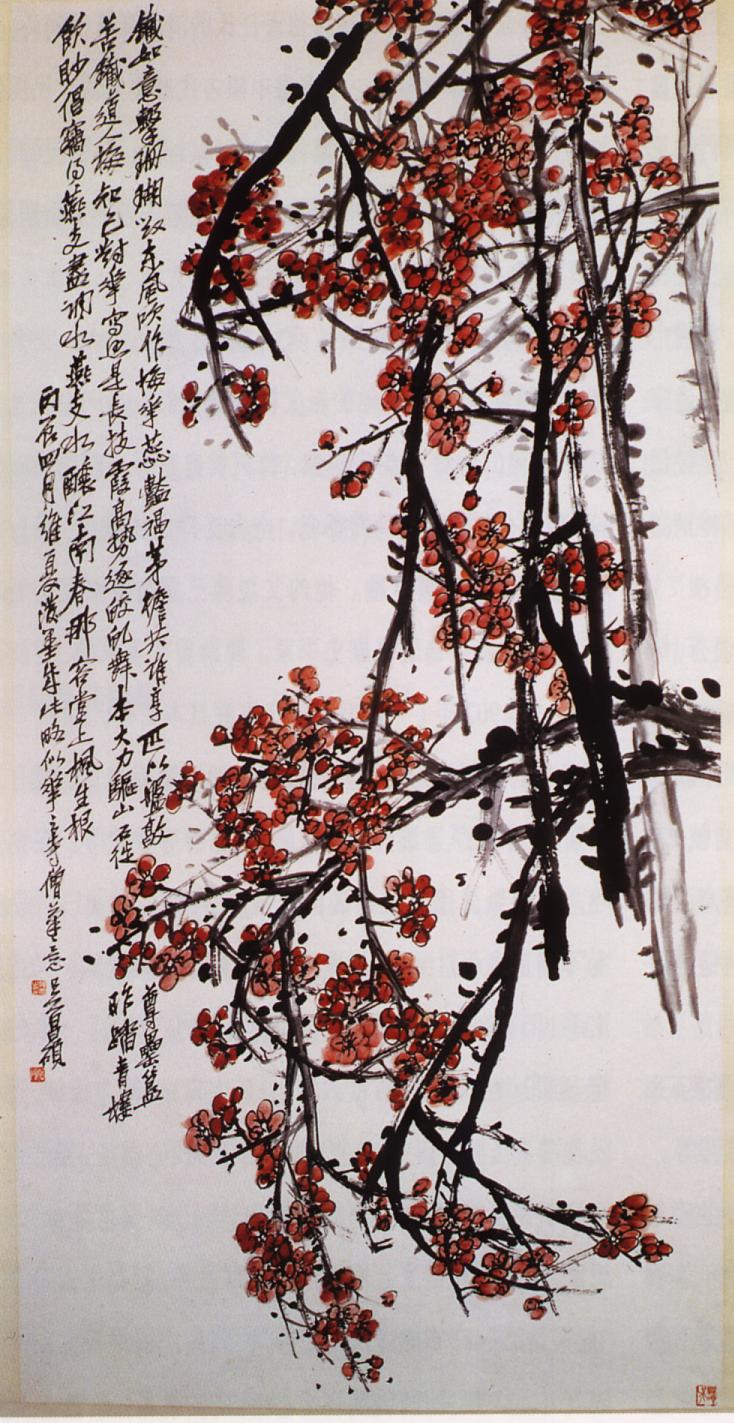
梅花図
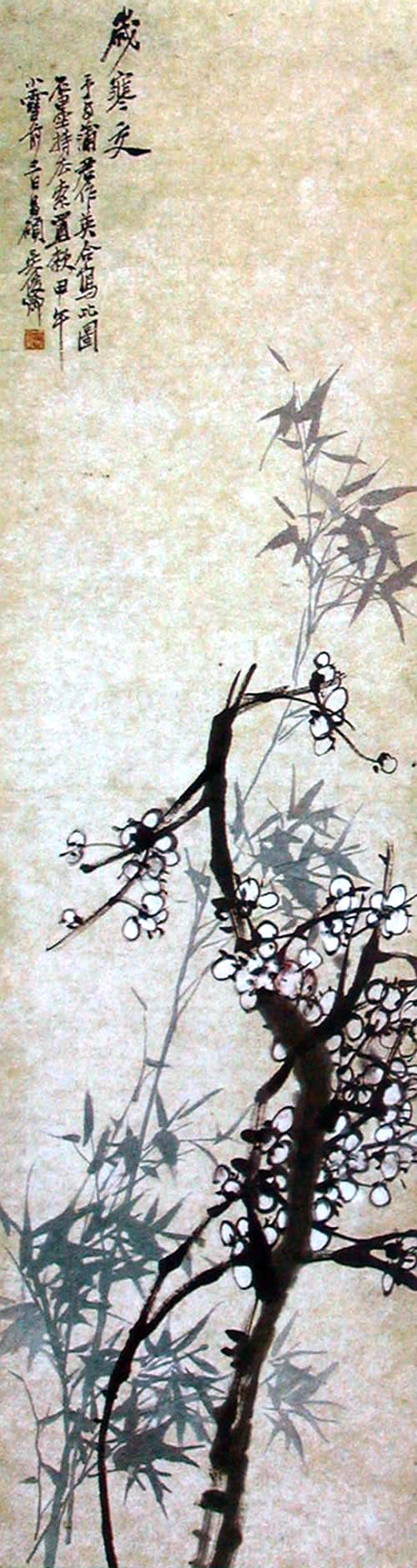
歳寒交図
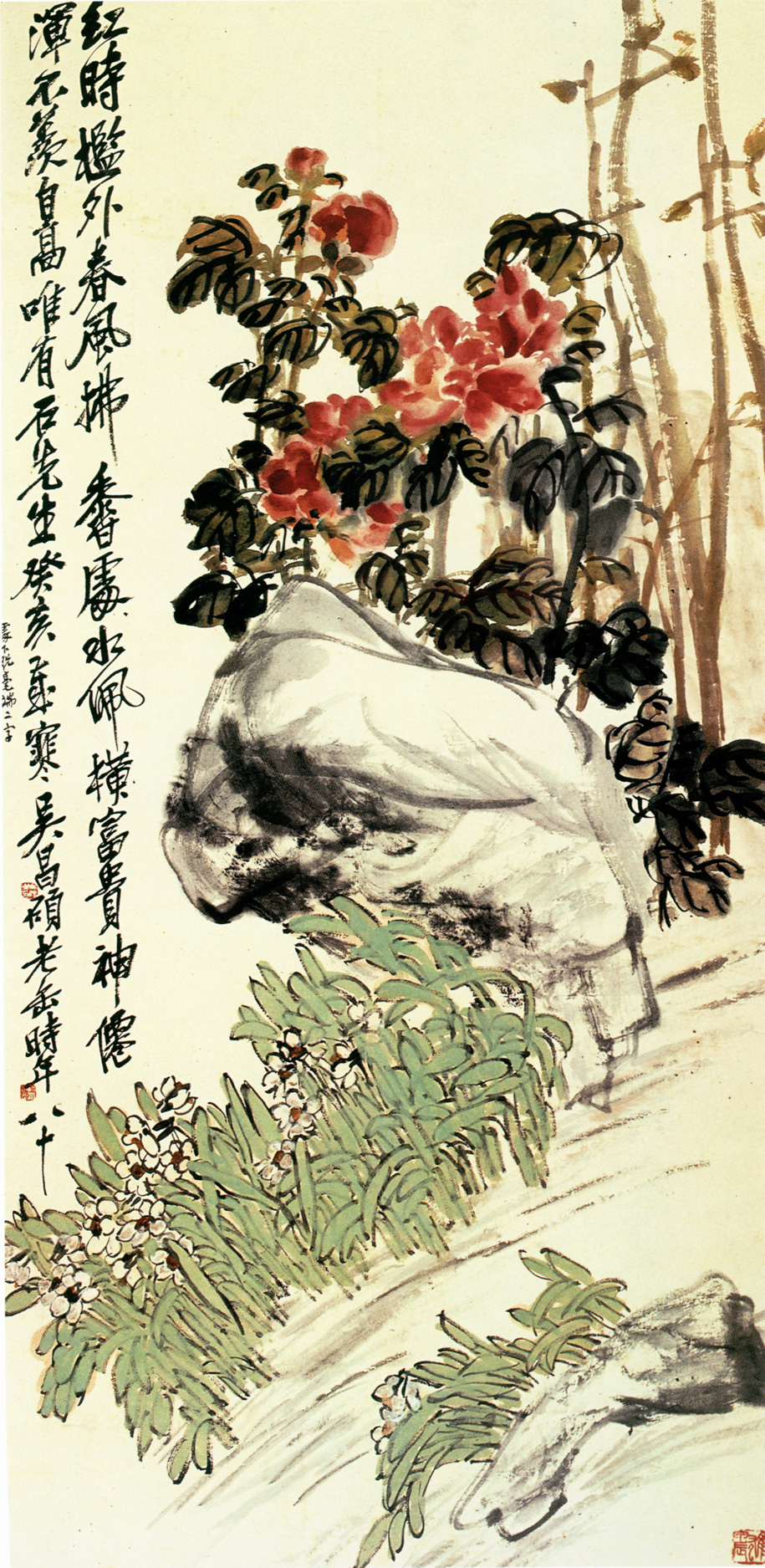
牡丹水仙図

## 門弟
- 王一亭
- 河井荃廬